# Surgy
Surgy ist eine französische Gemeinde mit 336 Einwohnern (Stand: 1. Januar 2022) im Département Nièvre in der Region Bourgogne-Franche-Comté. Sie gehört zum Arrondissement Clamecy und zum Kanton Clamecy. 

## Geographie
Surgy liegt etwa 31 Kilometer südsüdwestlich von Auxerre. Die Yonne bildet die östliche Gemeindegrenze. Nachbargemeinden von Surgy sind Courson-les-Carrières im Norden, Coulanges-sur-Yonne im Osten und Nordosten, Pousseaux im Osten und Südosten, Clamecy im Süden, Oisy im Südwesten sowie Andryes im Westen.

## Bevölkerungsentwicklung
| Jahr                       | 1962 | 1968 | 1975 | 1982 | 1990 | 1999 | 2006 | 2018 |
| Einwohner                  | 498  | 451  | 446  | 421  | 385  | 437  | 455  | 330  |
| Quellen: Cassini und INSEE |      |      |      |      |      |      |      |      |

## Sehenswürdigkeiten
- Kirche Saint-Martin, seit 1913 Monument historique
- Denkmal für 43 von den Nazis ermordete Tirailleurs sénégalais an der Straße nach Clamecy[1]

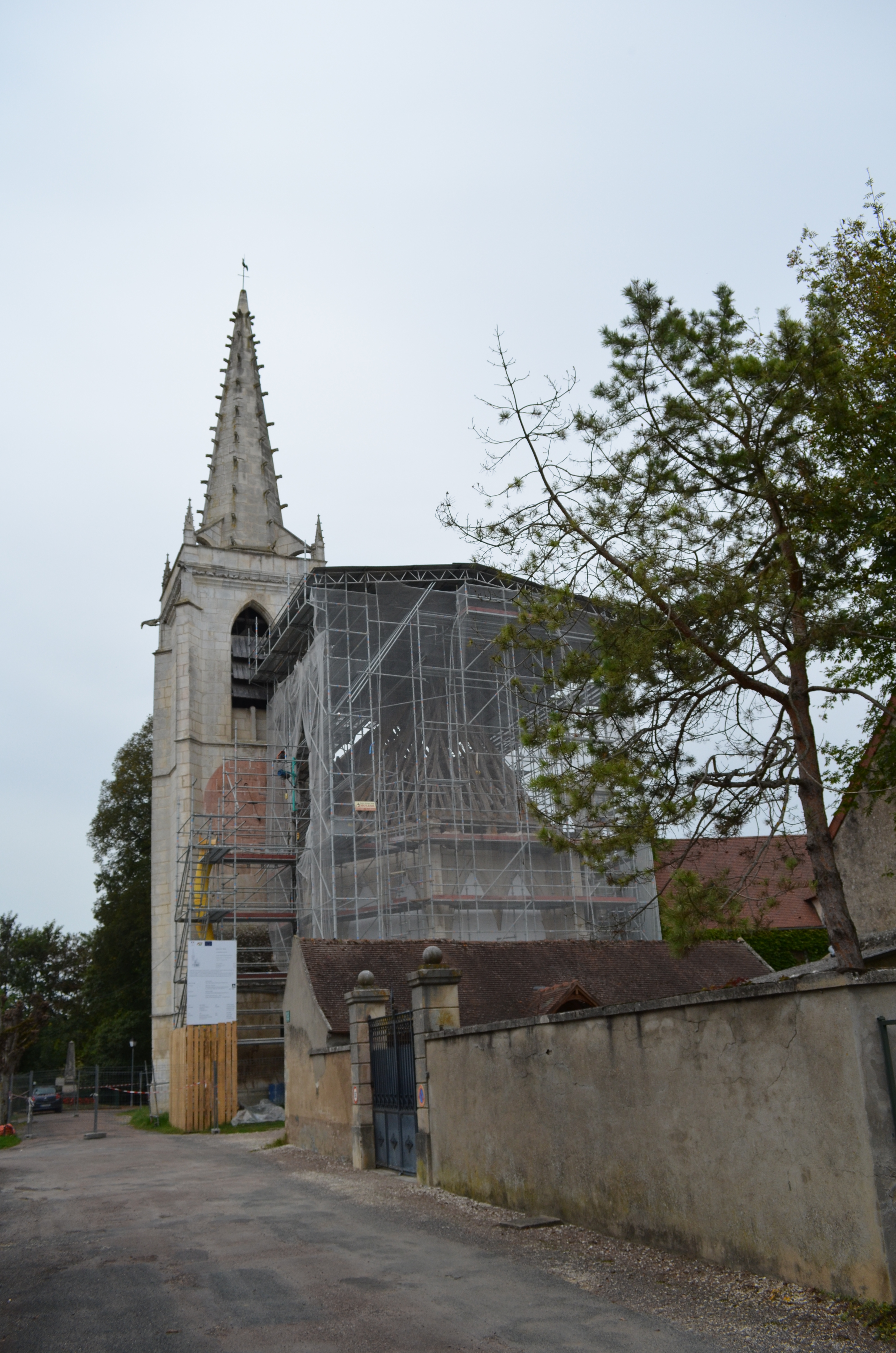
Kirche Saint-Martin

## Persönlichkeiten
- Anne-Charles Hérisson (1831–1893), Politiker, französischer Minister für Öffentliche Arbeiten (1882/1883) und Handelsminister (1883/1884)